# Леон Горецка
Леон Кристоф Горѐцка (на немски: Leon Christoph Goretzka) е германски футболист, полузащитник, който играе за Байерн Мюнхен.

## Кариера

### Бохум
През 1999 г. Горецка започва да тренира футбол във Вернер СВ О6 Бохум, където остава в продължение на две години, преди да се премести във ФФЛ Бохум.
На 30 юли 2012 г. Горецка е отличен със златен медал Фриц Валтер. На 4 август 2012 г. той прави професионалния си дебют за Бохум във Втора Бундеслига срещу Динамо Дрезден.

### Шалке 04
През юни 2013 г. Горецка подписва договор с Шалке 04. На 11 юли 2013 г. Шалке потвърждава, че Горецка подписва петгодишен договор до 30 юни 2018 г. Сумата по трансфера е между 3 000 000 и 4 000 000 евро. Леон Горецка получава тениска с номер 8, преди това носена от Чиприан Марика. По време на сезон 2013/14, Горецка вкарва 5 гола в 32 мача. През сезон 2014/15 г. той играе както за първия, така и за втория отбор. По време на сезон 2015/16 г., Горецка има 2 гола в 34 мача.

## Национален отбор
На 8 май 2014 г. Леон Горецка е сред предварителния списъск с 30 футболисти на Йоаким Льов за германския национален отбор за Мондиал 2014 г. На 13 май 2014 г. дебютира при 0:0 срещу Полша. След мача на Германия срещу Полша, в Горецка получава мускулна травма, поради което пропуска световното първенство в Бразилия.
През 2017 г. Горецка е част от състава на Германия за Купата на конфедерациите в Русия. На 20 юни той вкарва първият си гол за Германия при победата с 3:2 от група Б над Австралия.

## Отличия

### Международни
Германия
- Европейско първенство по футбол за юноши до 17 г.: Финалист 2012
- Летни олимпийски игри: Сребро 2016
- Купа на конфедерациите: 2017

### Индивидуални
- Златен медал Фриц Валтер (U-17): 2012[14]
- Купа на конфедерациите Сребърна обувка: 2017
- Купа на конфедерациите Бронзова топка: 2017